# Дё-Жюмо
Дё-Жюмо́ (фр. Deux-Jumeaux) — коммуна во Франции, находится в регионе Нижняя Нормандия. Департамент коммуны — Кальвадос. Входит в состав кантона Изиньи-сюр-Мер. Округ коммуны — Байё.
Код INSEE коммуны — 14224.

## Население
Население коммуны на 2010 год составляло 73 человека.
| 1962 | 1968 | 1975 | 1982 | 1990 | 1999 | 2010 |
| ---- | ---- | ---- | ---- | ---- | ---- | ---- |
| 152  | 138  | 102  | 101  | 78   | 69   | 73   |

## Экономика
В 2010 году среди 46 человек трудоспособного возраста (15—64 лет) 37 были экономически активными, 9 — неактивными (показатель активности — 80,4 %, в 1999 году было 63,4 %). Из 37 активных жителей работали 32 человека (20 мужчин и 12 женщин), безработных было 5 (4 мужчины и 1 женщина). Среди 9 неактивных 3 человека были учениками или студентами, 4 — пенсионерами, 2 были неактивными по другим причинам.